# Aedes reinerti
Aedes reinerti är en tvåvingeart som beskrevs av Rampa Rattanarithikul och Harrison 1988. Aedes reinerti ingår i släktet Aedes och familjen stickmyggor.
Artens utbredningsområde är Thailand. Inga underarter finns listade i Catalogue of Life.